# Сичик-горобець рудий
Си́чик-горобе́ць рудий (Glaucidium brasilianum) — вид совоподібних птахів родини совових (Strigidae). Мешкає в США, Мексиці, Центральній і Південній Америці. Виділяють низку підвидів.

## Опис

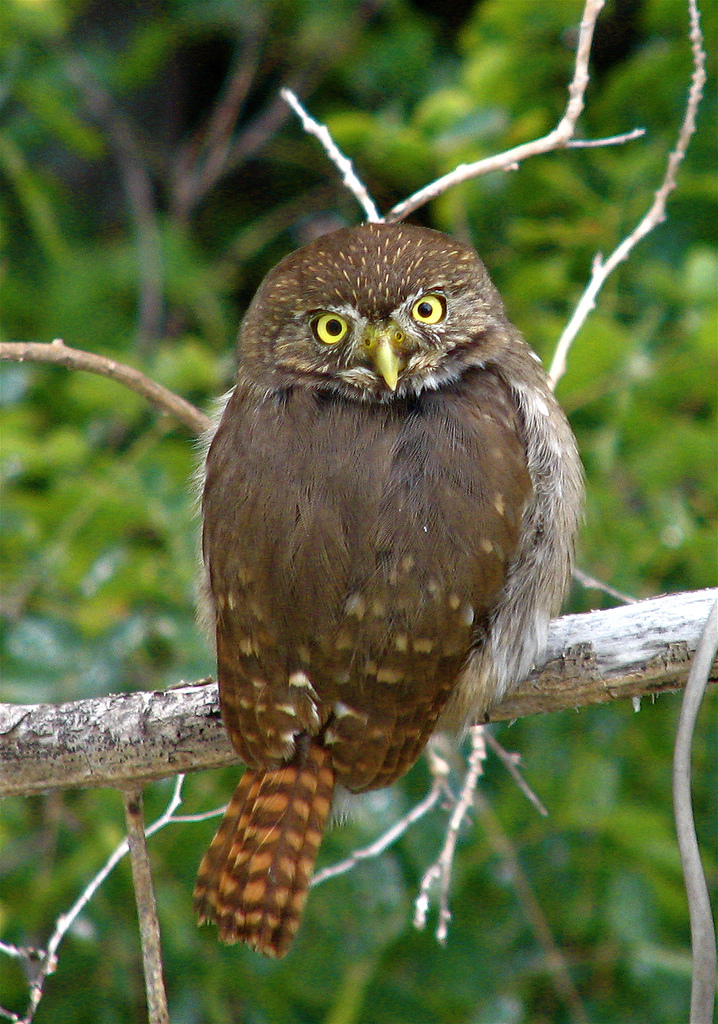
Рудий сичик-горобець (штат Нуево-Леон, Мексика)

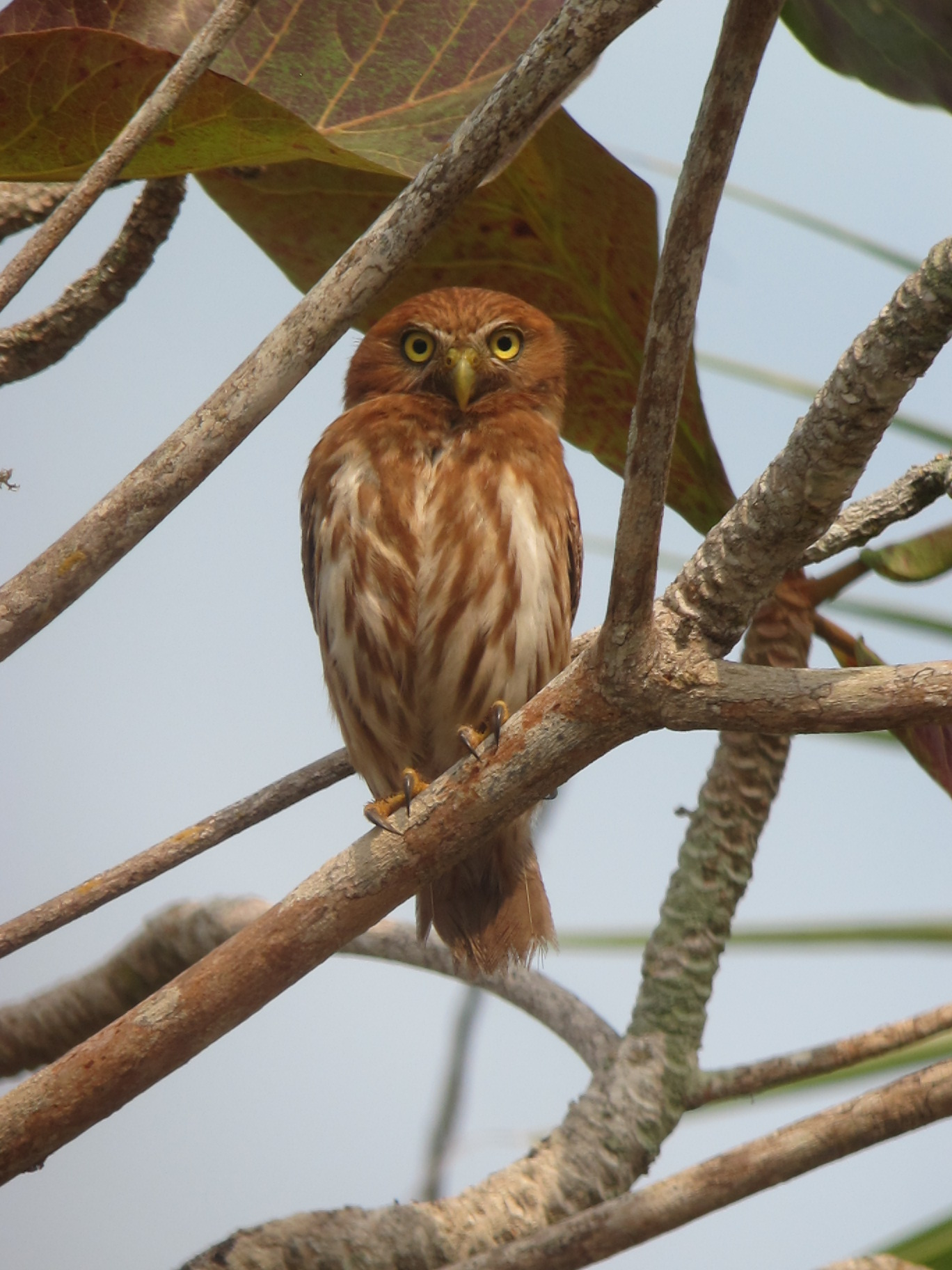
Рудий сичик-горобець (Толу, департамент Сукре, Колумбія)

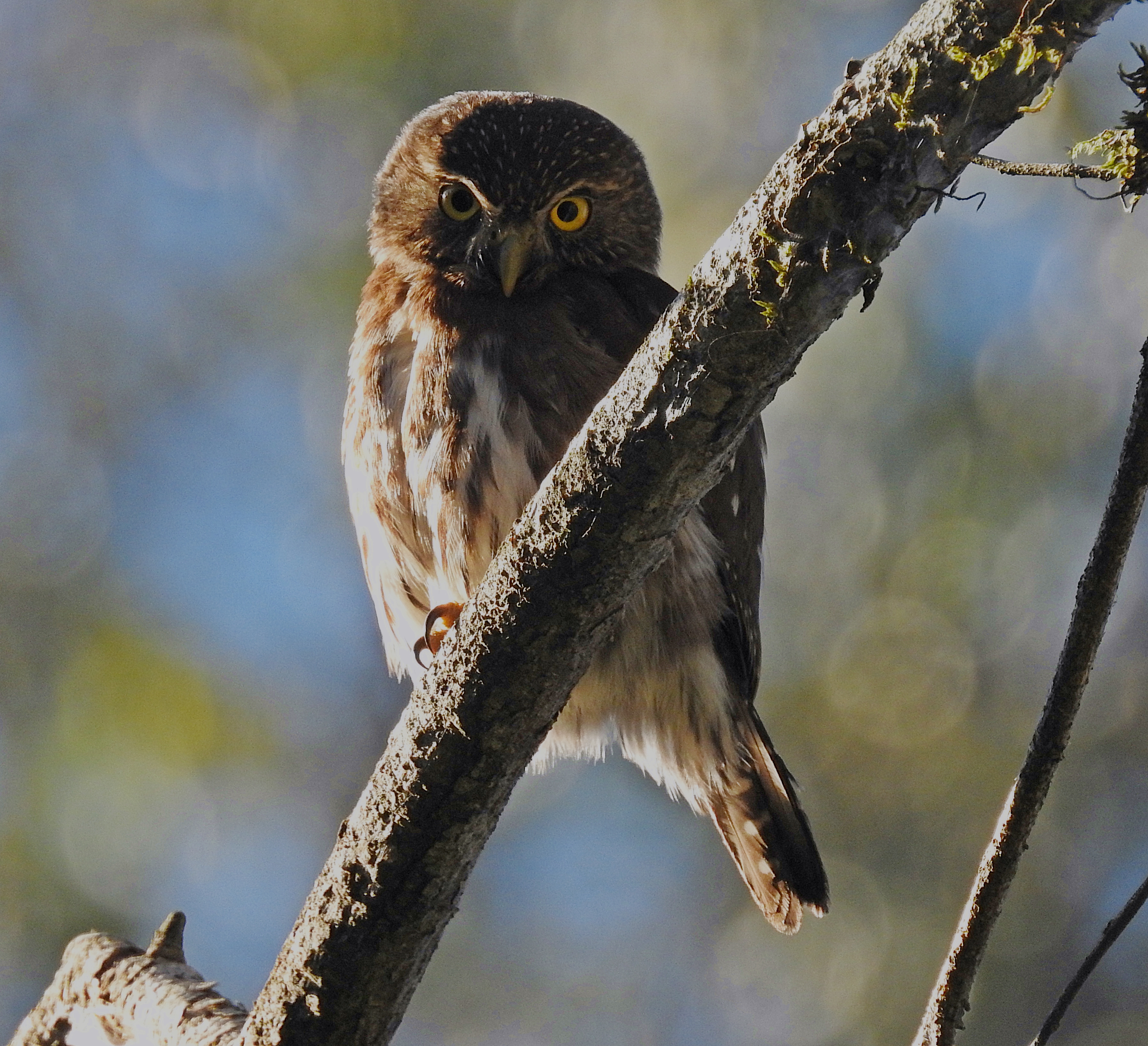
Рудий сичик-горобець (заповідник Турво, штат Ріу-Гранді-ду-Сул, Бразилія)

Довжина птаха становить 15-20 см, вага 60-75 г, самиці є дещо більшими за самців. Забарвлення варіюється від сірого до коричневрого і рудувато-коричневого, верхня частина тіла може бути однотонною або поцяткованою світлими плямами. На тімені видовжені білуваті або охристі плями, на покривних перах крил білі плями, нижня частина тіла сильно поцяткована свілими смужками. На хвості світлі смуги. Над очима помітні білі "брови". На потилиці є дві темних плями, що нагадують очі і слугують до відлякування і обману. 

## Підвиди
Виділяють тринадцять підвидів:
- G. b. cactorum Van Rossem, 1937 — південна Аризона і північно-західна Мексика (від Сонори до північного Наяриту);
- G. b. intermedium Phillips, AR, 1966 — західна Мексика (від південного Наяриту до Оахаки);
- G. b. ridgwayi Sharpe, 1875 — від долини Ріо-Гранде на півдні Техасу до західної Панами;
- G. b. medianum Todd, 1916 — північна Колумбія;
- G. b. margaritae Phelps & Phelps Jr, 1951 — острів Маргарита (на північ від Венесуели);
- G. b. phaloenoides (Daudin, 1800) — північна і східна Венесуела, Гвіана і острів Тринідад;
- G. b. duidae Chapman, 1929 — тепуї на півдні Венесуели (зокрема, гора Серро-Дуїда[en]);
- G. b. olivaceum Chapman, 1939 — тепуї на південному сході Венесуели (зокрема, Ауянтепуй);
- G. b. ucayalae Chapman, 1929 — Амазонія;
- G. b. brasilianum (Gmelin, JF, 1788) — від східної Бразилії до північно-східної Аргентини;
- G. b. pallens Brodkorb, 1938 — східна Болівія, західний Парагвай і північна Аргентина;
- G. b. stranecki König, C & Wink, 1995 — від центральної Аргентини до південного Уругваю;
- G. b. tucumanum Chapman, 1922 — західна Аргентина (від Сальти і Тукуману до Кордови).

Деякі дослідники виділяють підвид G. p. tucumanum у окремий вид Glaucidium tucumanum.

## Поширення і екологія
Руді сичики-горобці поширені від південного США до центральної Аргентини. Вони живуть в ріноманітиних лісах і лісових масивах, на узліссях і галявинах, в рідколіссях, чагарникових заростях і садах. Зустрічаються на висоті до 2250 м над рівнем моря. Ведуть переважно нічний спосіб життя, хоча бувають активними вдень. Живляться переважно комахами та іншими безхребетними, а також дрібними птахами, плазунами і ссавцями. Гніздяться в дуплах дерев, часто використовують покинуті дупла дятлів. В кладці від 3 до 5 білих яєць, інкубаційний період триває 28 днів, пташенята покидають гніздо через 27-30 днів після вилуплення. Насиджують лише самиці.